# رهبر ارکستر (فیلم)
رهبر ارکستر (لهستانی: Dyrygent) یک فیلم درام به کارگردانی آندری وایدا است که در سال ۱۹۸۰ منتشر شد. از بازیگران آن می‌توان به جان گیلگد، کریستیانا یاندا، یانوش گایوس و آندژی سورین اشاره کرد.

## خلاصه فیلم
یک ویولونیست در ارکستر لهستان، در دیداری از آمریکا با یک رهبر ارکستر بسیار مشهور آشنا می‌شود. بعدها مشخص می‌شود که او روزگاری عاشق مادر ویولونیست بوده‌است. او به لهستان بازمی‌گردد و…